# توبياس ساميت
توبياس ساميت (بالألمانية: Tobias Sammet)‏ (و. 1977  م) هو مغني، وعازف بيس ألماني، ولد في فولدا، يستخدم آلات أورغ كهربائي.

## وصلات خارجية
- توبياس ساميت على موقع IMDb (الإنجليزية)
- توبياس ساميت على موقع ميوزك برينز (الإنجليزية)
- توبياس ساميت على موقع أول ميوزيك (الإنجليزية)
- توبياس ساميت على موقع ديسكوغز (الإنجليزية)

- توبياس ساميت في قاعدة بيانات الأفلام على الإنترنت